# Vodní elektrárna Ponte Gardena
Vodní elektrárna Ponte Gardena je vodní dílo na řece Isarco v italských Východních Alpách. V roce 1961 se stala cílem bombového útoku Výboru pro osvobození Jižního Tyrolska.

## Historie
Prvním významným vodním dílem na řece Isarco se stala elektrárna Cardano, uvedená do provozu v roce 1929. Akumulační nádrž této stanice byla následně využita jako spodní hladina pro navazující stupeň. V plánu byla i výstavby elektrárny Bressanone, pro jejíž provoz se budovaly nádrže u pevnosti Franzenfeste a u Rio di Pusteria na největšími přítoku Isarca, řece Rienza. Elektrárna tak mohla počítat s dostačenou akumulací vody pro průtokový denní režim bez nutnosti vytvářet na toku řeky větší akumulační zádrž. Pro využití větších přítoků byla potrubní cesta navržena na dvojnásobek průměrného průtoku řeky.

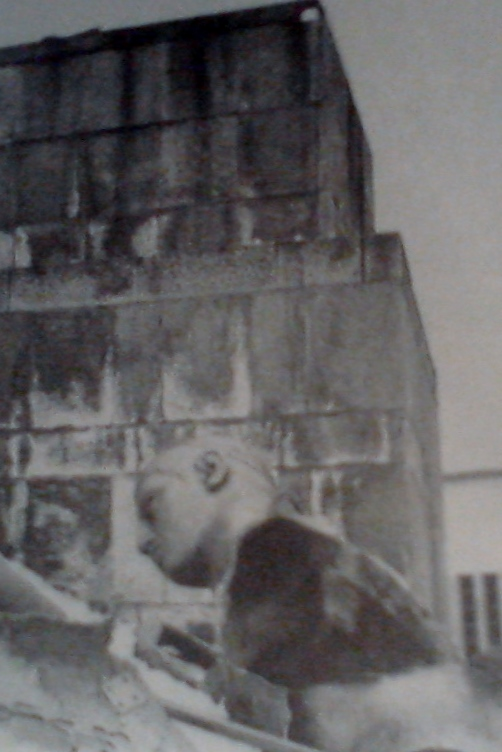
Torzo rozmetané sochy

První práce začaly v roce 1936 a již o dva roky později elektrárna dodávala první proud. Technicky zdařilé a významné dílo bylo u vstupu ozdobeno hliníkovou jezdeckou sochou Benita Mussoliniho a vstupní brána opatřena nápisem Al Genio del Fascismo (Geniovi fašismu). Tento nápis byl v roce 1945 změněn na Al Genio del lavoro italiano (Geniovi italské práce). V noci 30. ledna 1961 byla socha rozmetána explozí, ke které se přihlásil Výbor pro osvobození Jižního Tyrolska. Hlava koně této jezdecké sochy je součástí tyrolského muzea Das Tirol Panorama v Innsbrucku.
V roce 2015 došlo k roztržení přivaděče a zatopení strojovny do výše pěti metrů.

## Popis

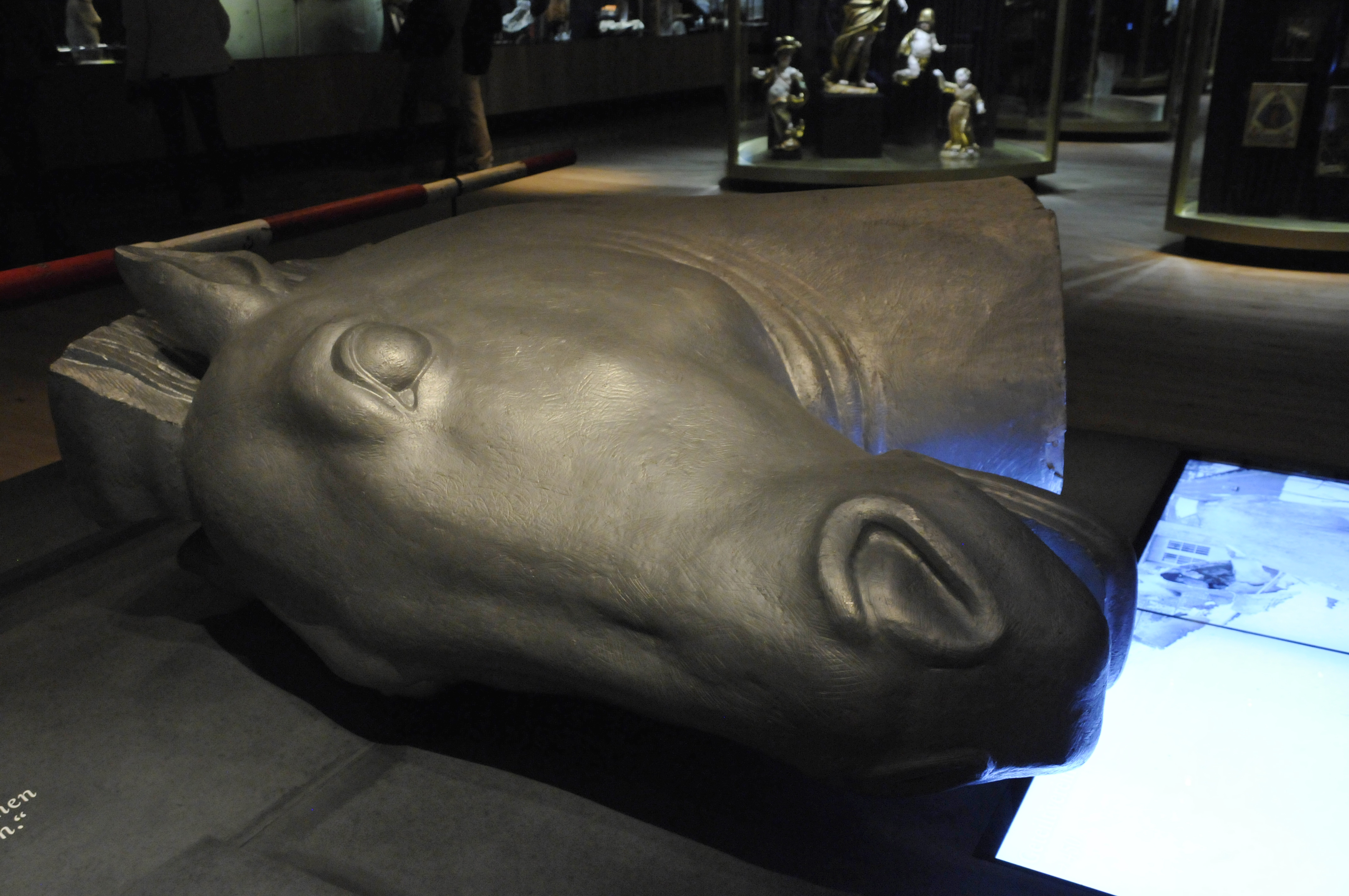
Hlava koně v muzeu v Innsbrucku

Vstupní nádrž o nevýznamném akumulačním objemu byla vybudována v místě vyústění údolí Val di Funes. Odtud je voda vedena potrubím o délce 6,75 km. Na spádu 60 metrů pracují tři Francisovy turbíny o celkovém výkonu 55 MW při průměrné roční výrobě 240 GWh. Hltnost systému 100 m3/s je největší na kaskádě řeky Isarco. Elektrárna je řízena dálkově z řídícího centra v Bolzanu.